# آذری‌های فرانسه
ترک های فرانسه (به ترکی آذربایجانی: Fransa azərbaycanlıları) گروهی کوچک از ساکنان فرانسه در قاره اروپا که از جوامع ترک های خارج از کشور محسوب می‌شود؛ اکثریت قاطع مردم آذری مهاجرت کرده به فرانسه را اهالی ایران و جمهوری آذربایجان تشکیل می‌دهد؛ که دسته نخست در انقلاب ۱۳۵۷ ایران اتفاق افتاد که ایرانیان آذربایجانی همانند سایر ایرانیان به فرانسه کوچ کردند و دسته دوم نیز پناهجویانی می‌باشد که از سال ۲۰۰۰ به این طرف از دو کشور ایران و جمهوری آذربایجان به فرانسه مهاجرت می‌کنند.
در بین جوامع فرانسوی از ایرانیان آذربایجانی مهاجر سرشناس می‌توان به هنرمندانی نظیر رضا دقتی و غلامحسین ساعدی و سیاست‌مداری چون حسن نزیه که هر سه از اهالی تبریز می‌باشند، اشاره کرد. مهدی بازرگان نیز مدتی در فرانسه ساکن بوده‌است. شهبانو فرح پهلوی نیز به صورت مشترک در فرانسه و آمریکا اقامت دارد. در بین اهالی ترک تبار جمهوری آذربایجان نیز سیاست‌مدار آذربایجانی به نام میرزا اسدالله‌یف و دخترش بنین که از نویسندگان معاصر فرانسوی می‌باشد را می‌توان نام برد.

## نگارخانه

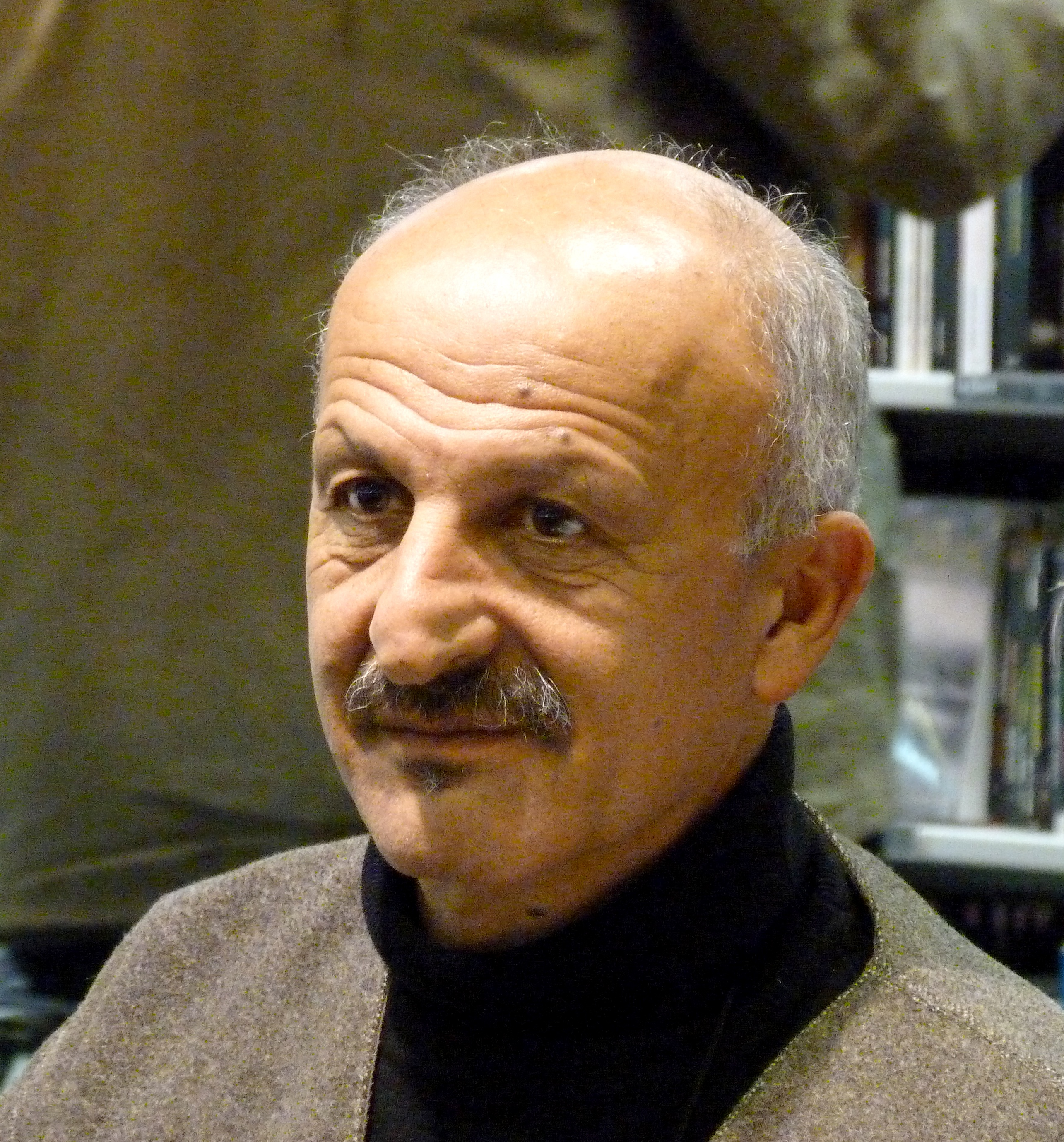
رضا دقتی
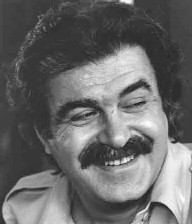
غلامحسین ساعدی
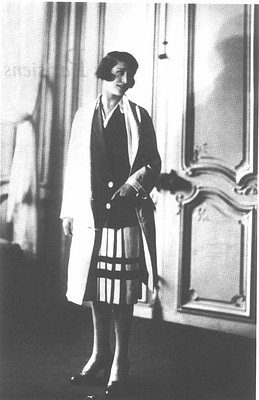
ام‌البنین اسدالله‌یف
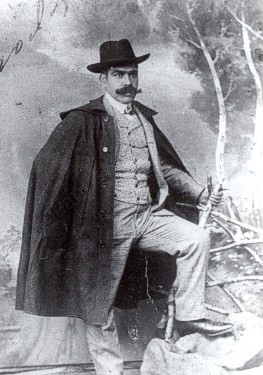
میرزا اسدالله‌یف